# یوها میتو
یوها میتو (انگلیسی: Juha Mieto؛ زادهٔ ۲۰ نوامبر ۱۹۴۹) سیاستمدار و اسکی‌باز صحرانوردی سابق اهل فنلاند است.